# Chamaecrista leschenaultiana
Chamaecrista leschenaultiana är en ärtväxtart som först beskrevs av Dc., och fick sitt nu gällande namn av Degener. Chamaecrista leschenaultiana ingår i släktet Chamaecrista och familjen ärtväxter. Inga underarter finns listade i Catalogue of Life.